# ۵۰۹ (قمری)
۵۰۹ (قمری)، پانصد و نهمین سال در گاهشماری هجری قمری است. اول محرم این سال برابر با سوم ژوئن سال ۱۱۱۵ میلادی است.